# 狄龍縣 (南卡羅萊納州)
狄龍縣（英語：Dillon County）是美國南卡羅萊納州東北部的一個縣，北鄰北卡羅萊納州。面積1,053平方公里。根据美國2000年人口普查，共有人口30,722人 （2005年人口30,974人）。縣治狄龍（Dillon）。
成立於1910年2月15日。縣名來自縣治 （紀念建議在當地興建火車站的商人詹姆斯·W·狄龍）。